# The Spanish Recordings: Aragón & València
The Spanish recordings: Aragó & València és una recopilació de cançons realitzades per Alan Lomax a Aragó i València, de la sèrie The Spanish recordings agrupades posteriorment com a recopilació en el disc World library of folk and primitive music vol. 4: Spain. Amb enregistraments de diferents parts d'Espanya. Després de l'inici del Maccarthisme Alan Lomax va vindre a Europa on va fer una sèrie d'enregistraments. A la seva estada a Espanya va estar en diferents llocs, entre ells Aragó i València (com per exemple a Tavernes de la Valldigna), on va fer l'enregistrament d'aquest disc.
L'estada a Espanya va començar a Mallorca i és on va establir el contacte amb el cantant de jotes José Iranzo, "el pastor d'Andorra" i inicia el seu viatge per Aragó i València per realitzar enregistraments.

## Llista de cançons
1. Al Retorn del Camp. 2:22. José Iranzo Bielsa.[3]
2. A les Ribes del Riu. 2:33. José Iranzo Bielsa
3. Jota Jurtada. 1:11. Rafael Mateo, Ángel Matao
4. Majos d'Albarracín. 2:56. Manuel Almazán Escriche
5. Se'm Obliden els Ramals. 00:53. Joaquín Peribañez
6. No Puc Passar l'Ebre. 1:56
7. Mudances del Dance de Yebra de Basa. 1:22. Alfonso Villacampa
8. Mudances del Dance de Yebra de Basa. 00:39. Alfonso Villacampa
9. Mudances del Dance de Yebra de Basa. 00:49. Alfonso Villacampa
10. Mudances del Dance de Yebra de Basa. 00:57. Alfonso Villacampa
11. Mudances del Dance de Yebra de Basa. 00:57. Alfonso Villacampa
12. Mudances del Dance de Yebra de Basa. 1:02. Alfonso Villacampa
13. Mudances del Dance de Yebra de Basa. 1:31. Alfonso Villacampa

- 14.Himne a Santia Orosia. 1:14
- 15.Aquesta És la Ronda Que Ronda. 2:13. Jesús Gracia Tenas[2]
- 16.Bolero de Casp. 2:09
- 17. La Magallonera. 2:15. María Pilar
- 18.Jotes de Picadillo. 1:29. Interpretat per Rantonio Royo, María Pilar De les Heras.
- 19.Jota de Ball Corona d'Aragó. 1:42. Interpretat per: El Patatero, Antonio Royo, Descans De Saragossa,
- 20.Som Fills de Monreal. 2:04. Carmen Peribañez Joaquín
- 21.Mare de la Meua Mare. 4:46. Interpretat per: Salvador Armengol Eschrihuela, Antonio Escrihuela.[4]
- 22.Evaristo, Evaristet. 5:27. Interpretat per: Antonio Escrihuela, Salvador Armengol
- 23.A la Vora del riu, mare. 2:25. Antonio Escrihuela
- 24.Nana Naneta. 00:52. María Escrihuela
- 25.Una Llauradora Plora. 3:15. Interpretat per: José Calaforra Romero, Juan Fenollosa
- 26.Nadala. 1:39. Interpretat per: Gertudis Magraner Escrihuela
- 27.I Ací en Aquesta Taula (U I Dos). 1:53. Interpretat per: Salvador Amengol Escrihuela, Genaro Cenrían Sáez
- 28.Si Vas a Tonyar Al Tendre. 2:58. Amadeo Magraner
- 29.Tots els Anys Venim. 2:44
- 30.Com les Pròpies Roses.3:11. Interpretat per: Banda de Castelló de la Ribera
- 31.Si te'n Vas a la Riberta, Poble de la Carbonera, Tavernes Li Donen Fama. 2:23. Salvador Escrihuela
- 32.Jo No Cante Com Abans (U). 3:43. José Calaforra Romero